# Iron Man 2 (videogioco)
Iron Man 2 è un videogioco del 2010 prodotto da SEGA, tratto dall'omonimo film a sua volta ispirato alla serie a fumetti.

## Sequel
Nel 2013 uscì il sequel Iron Man 3, reso disponibile esclusivamente per smartphone Android e iOS, il quale differisce nello stile di gioco rispetto ai due predecessori diventando un videogioco a piattaforme in stile Temple Run.